# Eudo III, Duque da Borgonha
Eudo III, Duque da Borgonha, ou Odão III (em francês:  Eudes de Bourgogne; 1166 — Lyon, 6 de julho de 1218) foi duque da Borgonha de 1192 até sua morte. Era filho de Hugo III, Duque da Borgonha, e de Alice de Lorena.

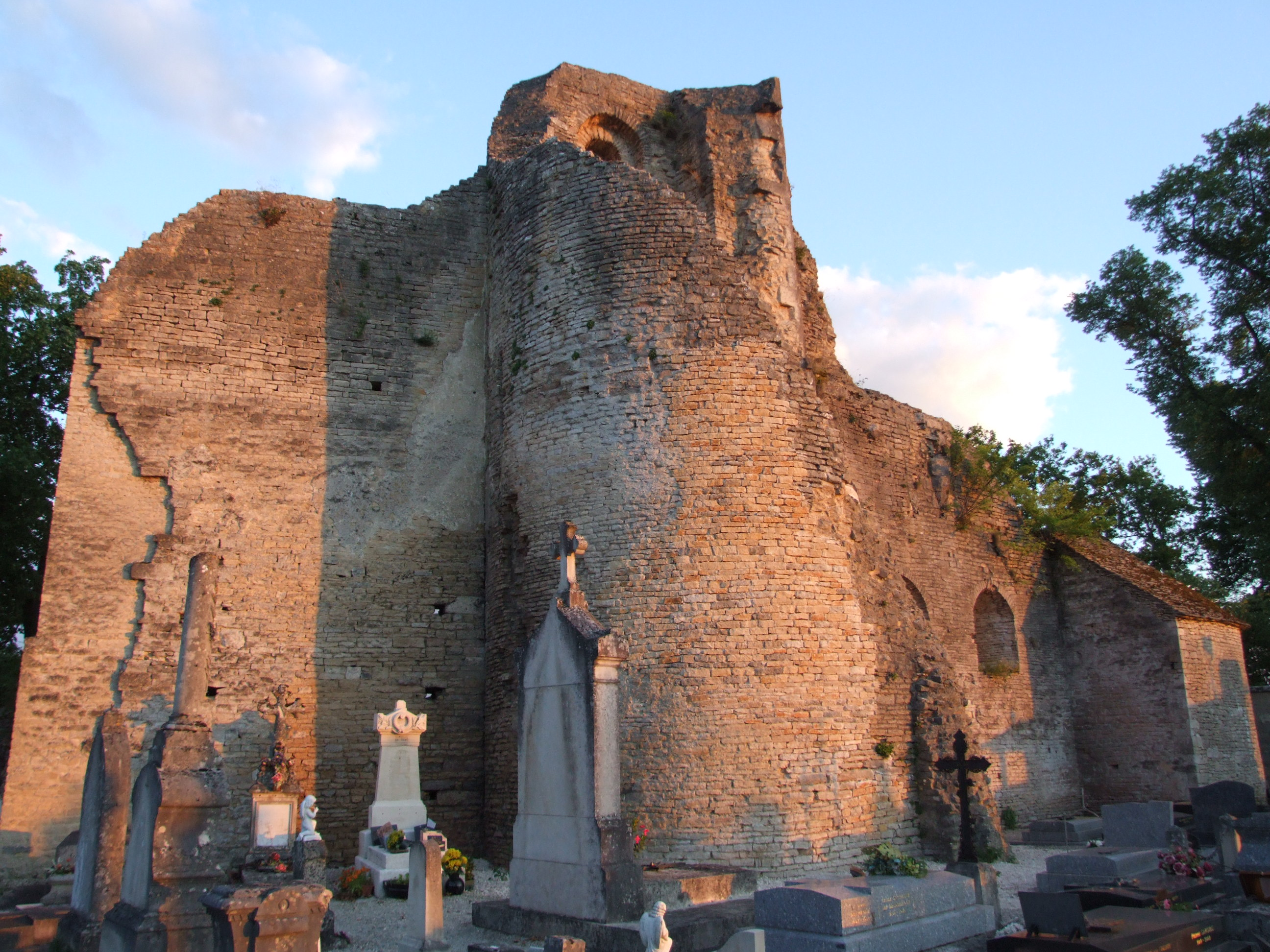
Vestígios do castelo de Châtillon-sur-Seine

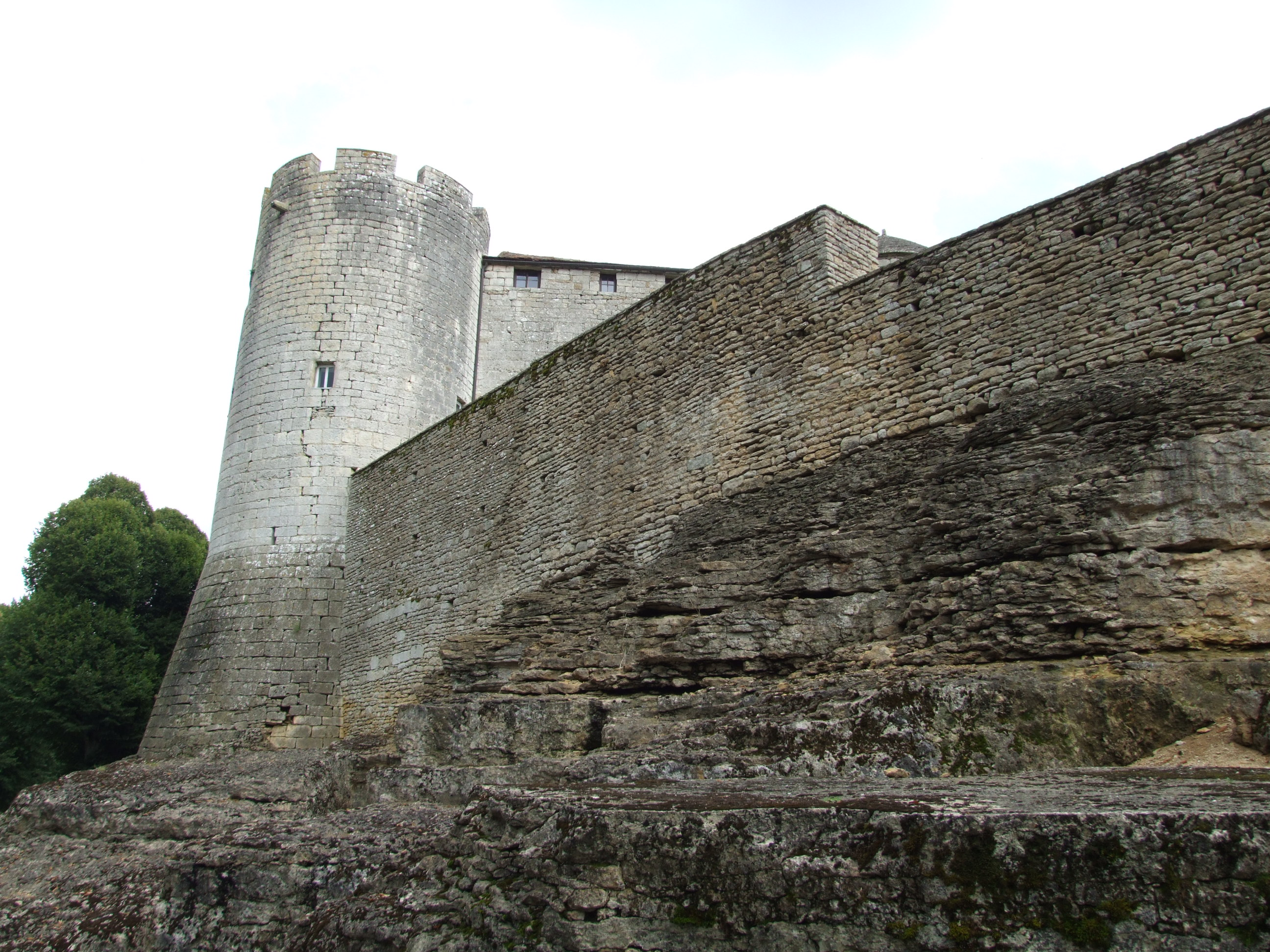
O castelo de Mont-Saint-Jean

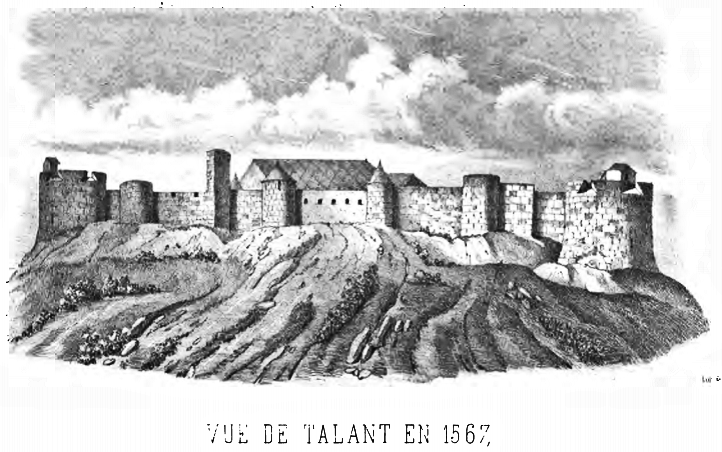
O castelo de Talant, Côte-d’Or, Borgonha, erguido por Odão III. Tirado de: Memórias da Academia de Ciências, Artes e Belles Lettres de Dijon, 1832.

Em 1181, o seu pai confiara-lhe a defesa da cidade de Châtillon, contra Filipe Augusto, mas o rei derrotou-o e aprisionou-o, libertando-o posteriormente em troca de um avultado resgate. A 1 de Janeiro de 1203, Odão renunciou aos seus direitos sobre o Ducado da Lorena, herdados da sua mãe. Terá sido o primeiro duque da Borgonha investido com a dignidade de Par de França, a elite da nobreza francesa. Participou da Cruzada albigense em 1209, mas recusou os viscondados de Béziers e Carcassona.
Depois comandou a ala direita (composta de cavaleiros de Champanhe e da Borgonha) no exército do rei Filipe II de França na batalha de Bouvines a 27 de Julho de 1214, onde lhe mataram o cavalo no qual estava montado. Odão tinha como lugares-tenente o conde de Saint-Pol, o conde Guilherme I de Sancerre, os condes de Beaumont e Mateus de Montmorency e o visconde de Melun.
Em 1218 foi para a Terra Santa na Quinta Cruzada, tendo morrido ao passar para o Egipto.

## Relações familiares
Foi filho de Hugo III, Duque da Borgonha (1148 - 25 de agosto de 1192) e de Alice de Lorena (1145 - 1200), filha de Mateus I da Lorena (c. 1110 - 13 de maio de 1176) e de Berta da Alsácia (1123 - 1195).
Casará em 1194 com Teresa de Portugal, também chamada de Matilde, (1156-1218), viúva de Filipe da Alsácia, filha de D. Afonso Henriques, primeiro rei de Portugal, e de Mafalda de Saboia, que repudiaria em 1195. Casou-se em segundas núpcias em 1199 com Alice de Vergy (1182-1252), filha de Hugo de Vergy, senhor de Vergy, e de Gillette de Trainel, da qual nasceram:
1. Joana da Borgonha (1200 — 1223), casada com Raúl II de Lusignan, senhor de Issoudun e conde d'Eu.
2. Alice da Borgonha (1204 — 1266), casada com Roberto I de Clermont, conde de Clermont e delfim de Auvérnia.
3. Hugo IV, Duque da Borgonha (9 de Março de 1213 — 27 de outubro de 1272), seu sucessor no ducado. Casou por duas vezes, a primeira com Iolanda de Dreux e a segunda com Beatriz de Navarra, infanta de Navarra.
4. Beatriz da Borgonha (n. 1216), casada com Humberto III de Thoire.